# Jijak
Jijak (arab. ‏جيجاك‎), znana również jako Umm Ali (arab. ‏أم علي‎) – turecka umm al-walad kalifa Al-Mu’tadida i matka przyszłego władcy, Al-Muktafia.

## Życiorys
Jijak była turecką niewolnicą. Została konkubiną Ahmada ibn Talhy, przyszłego kalifa Al-Mu’tadida. W roku 877/8 urodziła syna, który nazywał się Ali. Nazwała go na cześć pierwszego kalifa, Ali ibn Abi Taliba. Od tego momentu nadano jej imię Umm Ali, co oznacza "matka Alego". Imię to stało się dla niej powszechnie używane.
Gdy Al-Mu’tadid został w 892 roku kalifem, status Jijaki się poprawił. Al-Mu’tadid zadbał o przygotowanie jej najstarszego syna, Alego, do sukcesji, mianując go gubernatorem czterech prowincji: Reju, Kazwinu, Komu i Hamadanu.
Zmarła około 900 roku, przed lub krótko po wstąpieniu jej syna do kalifatu. Po jej śmierci jej rywalka Shaghab zwrócił na siebie uwagę w haremie. Mimo że Jijak była wpływowa, nigdy nie aspirowała do żadnej władzy politycznej.